# Marion Rung
Marion Rung, (Helsinki, 7 de diciembre de 1945) es una cantante finlandesa.

## Carrera
Nació en el seno de una familia judía de Helsinki. A la edad de 16 años comenzó a participar en festivales musicales de su país, alcanzando el segundo puesto en el festival Schlager celebrado en 1961. Esto le supuso poder grabar su primer sencillo: "Brigitte Bardot / México".
Un año más tarde participaría en la preselección para designar la canción representante de la televisión de su país en el Festival de la Canción de Eurovisión 1962. Su tema "Tipi-Tii" fue seleccionado, y participaría en Luxemburgo, obteniendo la séptima posición. Posteriormente, Marion ha reconocido que todo el éxito de su carrera se lo debe a esta canción, ya que le abrió las puertas de la escena musical de su país.
Durante la década de los años 60, trabajó en varios espectáculos musicales, entre ellos en la versión de "Sonrisas y lágrimas" realizada en el Svenska Teatern de Helsinki. Igualmente, siguió participando en preselecciones de la televisión nacional: en 1967 con el tema "Kesän Laulu" ("Canción de Verano") y "Goodbye", y en 1969 con "Tuntematon Sydämeni" ("Mi corazón desconocido").
Nuevamente conseguiría representar a Finlandia en el Festival de la Canción de Eurovisión 1973, en esta ocasión con el tema "Tom Tom Tom", por la cual obtendría la sexta posición (hasta 2006, la mejor posición alcanzada por su país en dicho concurso). Un año más tarde, probaría suerte por última vez en la final nacional de su país con el tema "Icing". 
En 1974 participó en el Festival Yamaha Music de Tokio con la canción "Aurinkosilmät", logró la 10.ª posición en la final.
Tras su última participación en Eurovisión, grabó varios sencillos en Alemania entre 1975 y 1979, así como un álbum en Londres, para regresar más tarde a Finlandia y continuar su carrera allí.
En 1980 se proclamó vencedora con el tema "Where Is The Love?" en el festival de Intervisión. Durante toda esa década, se dedicó casi plenamente a trabajar como presentadora en diferentes programas de televisión.
En 2000, junto a otras artistas de renombre como Katri Helena, Paula Koivuniemi o Lea Laven, realizó una gira por todo el país llamada "Leidit Lavalla" ("Las damas sobre el escenario"), consiguiendo un gran éxito de público.
En 2001 celebró sus cuarenta años como artista y, actualmente, es una de las artistas finlandesas más populares en activo.

## Discografía
- 1969 - "Marion On Onnellinen"
- 1972 - "Shalom" (con temas interpretados en hebreo)
- 1973 - "Tom Tom Tom "
- 1974 - "Lauluja Sinusta"
- 1975 - "El Bimbo"
- 1976 - "Baby Face"
- 1977 - "Marion 77"
- 1977 - "Rakkaus On Hellyyttä"
- 1978 - "Love Is..."
- 1978 - "Por Favor"
- 1979 - "Onni On Kun Rakastaa"
- 1980 - "Moni-ilmeinen Marion"
- 1982 - "Rakkaimmat Lauluni"
- 1983 - "Elän Kauttasi"
- 1984 - "Nainen"
- 1988 - "Marion 88"
- 1989 - "Marionkonsertti"
- 1994 - "Nuo Silmät"
- 1995 - "Hän Lähtee Tanssiin"
- 1997 - "Yön Tähdet"
- 2000 - "Sadetanssi"
- 2000 - "Leidit Levyllä"